# Elsa Gidlow
Elsa Gidlow (Hull, 29 dicembre 1898 – Mill Valley, 8 giugno 1986) è stata una poetessa, giornalista e attivista britannica naturalizzata statunitense.
È nota per aver scritto On a Grey Thread (1923), il primo volume di poesie d'amore apertamente lesbiche pubblicato nel Nord America. Negli anni '50, Gidlow aiutò a fondare Druid Heights, una comunità bohémienne nella contea di Marin, in California. È stata l'autrice di tredici libri ed è apparsa nel film documentario Word Is Out: Stories of Some of Our Lives (1977). Completata poco prima della sua morte, la sua autobiografia, Elsa, I Come with My Songs (1986), racconta la storia della sua vita. Si tratta della prima autobiografia pubblicata di una lesbica in cui l'autrice non utilizza uno pseudonimo.

## Biografia
Elsa Gidlow nacque come Elsie Alice Gidlow il 29 dicembre 1898, al 9 Wells Terrace, Great Thornton Street, Hull, Yorkshire, Inghilterra. Suo padre, Samuel A. Gidlow, era un addetto alla sicurezza ferroviaria di Nottingham; sua madre, Alice May (nata Reichardt) Gidlow, era la figlia di un sarto immigrato tedesco. Nel 1901, la famiglia si trasferì in una nuova casa, al 183 di Clumber Street. Nel 1904 Samuel Gidlow emigrò in Canada. Alice, la giovane Elsie e suo fratello Samuel si unirono a lui l'anno successivo. Si stabilirono a Tétreaultville, Montréal. Elsa aveva sei fratelli: Thea, Ivy, Stanley, Ruby, Eric e Phyllis, che lei chiamava la sua "sfortunata famiglia", a causa della loro associazione con le malattie mentali. All'età di 15 anni, la Gidlow fu assunta da suo padre alla Canadian Railway, e successivamente da un contatto di suo padre a Montreal, un medico di fabbrica, come assistente redattrice di Factory Facts, una rivista interna dell'azienda.

### Carriera
Nel 1917, iniziò a cercare altri scrittori e ad incontrarli, in particolare nel campo del giornalismo amatoriale, che era popolare all'epoca. Con il collaboratore Roswell George Mills, la Gidlow pubblicò Les Mouches fantastiques, la prima rivista in Nord America in cui si discuteva di questioni gay e lesbiche e si celebrava il loro stile di vita. Era anche una pubblicazione categoricamente contro la guerra, influenzata dai punti di vista pacifisti e anarchici di Mills e della Gidlow. H.P. Lovecraft, un collega giornalista dilettante, attaccò il loro lavoro, portando la Gidlow a difenderlo e a contrattaccare; la disputa creò una polemica che, pur contenuta, portò la Gidlow e Mills all'attenzione dell'opinione pubblica, in senso negativo.
La Gidlow si trasferì a New York nel 1920 all'età di 21 anni. Lì, tra gli altri lavori, fu assunta da Frank Harris di Pearson's, una rivista che sosteneva i poeti e non simpatizzava con la guerra e l'Inghilterra. Ne divenne l'editor di poesie, in seguito diventando editor associato. Fu in quel frangente che incontrò un giovane Kenneth Rexroth che divenne noto come il "padre" del Rinascimento di San Francisco. Nel 1926 Elsa si trasferì a San Francisco. Rexroth la annoverò tra i suoi amici più cari. Ad eccezione di quasi un anno trascorso in Europa, principalmente a Parigi, nel 1928, continuò a vivere nella Baia di San Francisco per il resto della sua vita.

Negli anni '40 visse a Fairfax, in California, dove nel 1944 divenne proprietaria di una casa, attiva nella politica locale, diventando infine uno dei commissari di pianificazione. A causa della sua appartenenza a gruppi politici e di scrittori presumibilmente affiliati ai comunisti, fu sospettata di essere "non americana" e successivamente fu indagata, citata in giudizio e costretta a testimoniare davanti al Commissione per le attività antiamericane della Camera (HUAC) nel 1947. Il rapporto finale dell'HUAC la accusò di essere affiliata a organizzazioni del fronte comunista. Tuttavia, come anarchica filosofica, Gidlow era ideologicamente contraria al comunismo e respinse le accuse. Patricia Holt del San Francisco Chronicle scrisse:
La Gidlow è divertita dal fatto che tali idee "radicali" l'abbiano incastrata in una caccia alle streghe a Fairfax, dove si era trasferita sulla quarantina. [Le loro] accuse che la Gidlow fosse una "rossa", come riportato da Stanton Delaplane nel The Chronicle, erano "rosa pallido alle audizioni di Fairfax". Ma la Gidlow, che viveva con una donna di origine africana e spesso preparava la cena per i Chan di San Francisco, fu in seguito accusata di "vivere con una donna di colore e di intrattenersi di frequente con i cinesi... Questa era una prova schiacciante che non potevo essere un'americana leale."

### Druid Heights
Forse cercando la solitudine, Gidlow lasciò la sua prima casa, Madrona, e il giardino che vi aveva amorevolmente curato per dieci anni, e nel 1954 acquistò un ranch che successivamente condivise con Roger Somers e la sua famiglia sopra Muir Woods sul lato sud-ovest del Monte Tamalpais nella contea di Marin in California. La Gidlow chiamò la sua porzione del ranch di montagna, che comprendeva un'abitazione secondaria, "Druid Heights", un riferimento alla sua amica, la poetessa irlandese Ella Young. La Gidlow e la sua compagna Isabel Grenfell Quallo (1896–1985) vissero insieme per un breve periodo a Druid Heights, ma gli impegni familiari allontanarono Isabel. Sporadicamente Druid Heights ospitò residenti significativi tra cui il suo caro amico Alan Watts, il poeta Gary Snyder, il produttore di mobili Edward Stiles e il bohémien Roger Somers.
Insieme a Watts e alla sua futura moglie Mary Jane Yates, la Gidlow progettò e poi fondò qui la Society for Comparative Philosophy nel 1962. Questa società finanziò molti dei miglioramenti alla proprietà e attirò molti degli importanti visitatori e "artisti in residenza" per i quali Druid Heights è noto. Oltre ad Alan Watts, residenti notevoli che, grazie alla generosità di Elsa, trovarono un affitto a basso costo e un posto dove creare o fuggire furono David Wills, Catherine Mackinnon, Roger Somers, Sunyata, John Blofeld e molti leader del movimento per i diritti delle donne. La Società si è trasformata nel Druid Heights Artist Retreat dopo la sua morte, dopodiché ha fornito i fondi per avviare la nascente, anche se di breve durata, organizzazione, il Druid Heights Artists Retreat.
La Gidlow socializzò con molti artisti famosi, pensatori radicali, mistici e attivisti politici, tra cui Dizzy Gillespie, Louis Armstrong, Margo St. James, Allen Ginsberg, James Broughton, Baba Ram Dass, Lama Govinda, Robert Shapiro, Maude Oakes, Robert Duncan, Clarkson Crane, Sara Bard Fields, Kenneth Rexroth, Edward Stiles, Roger Somers, Catharine MacKinnon e Maya Angelou. La Gidlow contribuì a organizzare il funerale per il suo amico Alan Watts, quando morì lì. I monaci del vicino monastero di Green Gulch andavano spesso in visita e parteciparono a una cerimonia per la morte di Watts che includeva una messa anglicana; poi seppellirono metà delle sue ceneri vicino alla sua biblioteca a Druid Heights e portarono la seconda metà al monastero di Green Gulch nella vicina valle.

### Morte
Negli ultimi mesi della sua vita, Gidlow subì diversi ictus. Scelse di non cercare cure mediche in un ospedale e morì nella sua residenza di Druid Heights all'età di 87 anni. La Gidlow fu cremata e le sue ceneri furono mescolate con riso e sepolte sotto un melo a Druid Heights. Parti di Druid Heights sono successivamente andate in rovina, ma la casa di Gidlow è rimasta intatta fino al 2012.

## Eredità culturale
Gli eredi della Gidlow hanno donato i suoi numerosi documenti personali alla GLBT Historical Society di San Francisco nel 1991. La collezione è composta da 16 scatole di corrispondenza, riviste, manoscritti letterari, documenti legali, fotografie e altri materiali che documentano la vita, il lavoro e le relazioni della Gidlow. La collezione è completamente catalogata e disponibile per i ricercatori.

### Autobiografia e documentario
L'autobiografia di Gidlow Elsa, I Come with My Songs: The Autobiography of Elsa Gidlow, pubblicata nel 1986, fornisce un resoconto personale e dettagliato della ricerca e della creazione di una vita con altre lesbiche in un momento in cui l'argomento era poco documentato; in particolare, è la prima autobiografia lesbica scritta in cui l'autrice non usa uno pseudonimo. Offre un superbo resoconto della visione di un testimone oculare della vita artistico-bohémien del ventesimo secolo e della storia culturale dell'area di San Francisco. La Gidlow ha anche discusso apertamente della sua esperienza di vita come lesbica nel film documentario del 1977 Word Is Out: Stories of Some of Our Lives, acclamato dalla critica, che è stato distribuito nelle sale e che è stato trasmesso su molte stazioni PBS negli Stati Uniti a partire dal 1978.

## Opere selezionate
- On a Grey Thread (1923)
- California Valley with Girls (1932)
- From Alba Hill (1933)
- Wild Swan Singing (1954)
- Letters from Limbo (1956)
- Moods of Eros (1970)
- Makings for Meditation: Parapoems Reverent and Irreverent (1973)
- Wise Man's Gold (1974)
- Ask No Man Pardon: The Philosophic Significance of Being Lesbian (1975)
- Sapphic Songs: Seventeen to Seventy (1976)
- Sapphic Songs: Eighteen to Eighty, the Love Poetry of Elsa Gidlow (1982)
- Elsa, I Come with My Songs: The Autobiography of Elsa Gidlow (1986)